# Françoise Lebrun
Françoise Lebrun é uma atriz francesa.
O seu papel mais conhecido é o da interpretação da personagem Veronika no filme La Maman et la Putain, de Jean Eustache (1973).

## Filmografia

### Cinema
- 1972: Le Château de Pointilly de Adolfo Arrieta
- 1973:
  - La Ville-bidon de Jacques Baratier
  - La Maman et la Putain de Jean Eustache
- 1974: La Femme du Gange de Marguerite Duras - voz
- 1975:
  - India Song de Marguerite Duras - voz
  - Souvenirs d'en France de André Téchiné
- 1976:
  - Mon cœur est rouge de Michèle Rosier
  - Ben et Bénédict de Paula Delsol
- 1977: Une sale histoire de Jean Eustache
- 1978: En l'autre bord de Jérôme Kanapa
- 1979: Ma chérie de Charlotte Dubreuil
- 1980: L'Homme fragile de Claire Clouzot
- 1982: Lointains boxeurs de Claudine Bories - curta-metragem
- 1983: 
  - L'Archipel des amours de Jean-Claude Biette, segmento Pornoscopie
  - En haut des marches de Paul Vecchiali
- 1984: Trous de mémoire de Paul Vecchiali
- 1988:
  - La Police de Claire Simon curta-metragem
  - La Fille du magicien de Claudine Bories
- 1992: Fugue en sol mineur de Paul Vecchiali - curta-metragem
- 1994: Mère louve - curta-metragem
- 1995:
  - Pullman paradis de Michèle Rosier
  - Pour rire ! de Lucas Belvaux
- 1996: Une nouvelle douceur de Alejandra Rojo
- 1997: On n'a très peu d'amis de Sylvain Monod
- 2000: 
  - Un possible amour de Christophe Lamotte
  - Une nouvelle douceur de Alejandra Rojo - curta-metragem
  - Électroménager de Sylvain Monod
  - Malraux, tu m'étonnes ! de Michèle Rosier
- 2003: Inguélézi de François Dupeyron
- 2004:
  - À vot' bon cœur de Paul Vecchiali
  - La Question de l'étranger de Hubert Attal - curta-metragem
- 2005: Fragments sur la grâce de Vincent Dieutre
- 2006: 
  - Voyage à Vézelay de Pierre Creton - curta-metragem
  - Il sera une fois... de Sandrine Veysset
  - Point de fuite de Nicolas Lasnibat curta-metragem
  - Le Scaphandre et le Papillon de Julian Schnabel
  - + si @ff de Paul Vecchiali
- 2007: La Clef de Guillaume Nicloux
- 2008: Séraphine de Martin Provost
- 2009:
  - Ea2, 2e exercice d'admiration : Jean Eustache de Vincent Dieutre
  - Ah ! la libido de Michèle Rosier
  - Demain dès l'aube de Denis Dercourt
  - Quelque chose à te dire de Cécile Telerman
  - Julie & Julia de Nora Ephron
  - La Librairie de Schrödinger de Claire Vassé e Christophe Beauvais - curta-metragem
  - Maniquerville de Pierre Creton
- 2010: Holiday de Guillaume Nicloux

### Televisão
- 1978: Aurélien de Michel Favart
- 1991: L'Impure de Paul Vecchiali
- 2000: Mère en fuite de Christophe Lamotte
- 2001: Dérives de Christophe Lamotte
- 2011: La Fille de l'autre de Harry Cleven

## Teatro
- 1976: Le Défi de Jean-Claude Perrin, encenado pelo próprio autor e por Maurice Bénichou
- 1978: Remagen de Jacques Lassalle a partir de Anna Seghers, encenado por Jacques Lassalle
- 1983: Œil pour œil de Jacques Audiard e Louis-Charles Sirjacq, encenado por Louis-Charles Sirjacq
- 1995: Nouvelles et contes II de Ivane Daoudi
- 1999: La Fuite en Égypte de Bruno Bayen, encenado pelo próprio autor
- 2003 a 2005: La vie est un songe de Pedro Calderón de la Barca, encenado por Guillaume Delaveau